# كين فوليت
كين فوليت (بالإنجليزية: Ken Follett)‏ (ولد في 5 يونيو 1949، كارديف، ويلز) هو مؤلف روايات تاريخية والقصة المثيرة. بلغت مبيعات أعماله أكثر من 100 مليون نسخة. أربعة من كتبه وصلت إلى رقم 1 في قائمة أفضل الكتب مبيعا لنيويورك تايمز، منها مفتاح ريبيكا، الثلاثي، وعالم بلا نهاية. كما يعتبر كتاب دعامات الأرض أحد أشهر أعماله.

## مسيرته
ولد في كراديف بانكلترا وحاز إجازة بالفلسفة من جامعة كوليج في لندن، ثم أتبعها بإجازة في الصحافة، فتحت الطريق أمامه ليعمل كمحرر تحقيقات، أكسبته خبرة في نشر أول رواية له من ثلاثة أجزاء بين عامي 1974-1975 بعنوان: الإبرة الكبيرة - الأسود الكبير- الضربة الكبرى. كان فوليت في بدايات كتابته للرواية في سبعينيات القرن الماضي، شديد التأثر بحرب فيتنام وما ينشر عنها في الصحافة الأنكلوسكسونية، بحكم عمله في صحيفة ايفينينغ نيوز. أصدر عام 1976 رواية بعنوان «الدب الرائد» ومن بعدها رواية «ملك الأسطورة»، وفي العام نقسه أيضا أصدر «فضيحة موديغلياني», ثم «سر الملجأ»، و«السلطة التوأم». في عام 1977, أصدر كين فوليت رواية جديدة بعنوان «ورقة نقود»، وفي العام الذي تلاه أصدر روايته «برج الجدي». لكنه لم يكن يلفت انتباه النقاد ووسائل الإعلام، إلى أن أصدر في نهاية عام 1978 روايته «عين الإبرة» التي رفعته فجأة إلى مصاف كبار الروائيين البريطانيين. أحب القراء رواية «عين الإبرة», واكتسحت أرقام المبيعات منذ تصدرها واجهات المكتبات البريطانية، لأنها عادت بالذاكرة إلى التفاصيل الدقيقة للسنة الأخيرة من الحرب العالمية الثانية.
بعدها عاب النقاد البريطانيون على فوليت غزارة إنتاجه الروائي، الذي أوقعه في الدفع بعدة روايات لا ترقى بموضوعاتها وأساليبها السردية إلى مقامات ماسبقها مثل: «الرجل القادم من سانت بطرسبورغ» 1982, «فوق أجنحة النسور» 1983, و«النوم مع الأسود» 1986. الأمر الذي حدا بالكاتب إلى التزام الصمت بضع سنوات والعودة بقوة إلى عالم النشر عام 1989 بروايته «دعائم الأرض» التي شكل صدورها حدثا، أعاد لكين فوليت مكانته. «دعائم الأرض» هي الرواية الوحيدة التي نقلت إلى اللغة العربية من بين جميع أعماله التي تفوق ثلاثين رواية.

## روابط خارجية
- كين فوليت على موقع IMDb (الإنجليزية)
- كين فوليت على موقع مونزينجر (الألمانية)
- كين فوليت على موقع ألو سيني (الفرنسية)
- كين فوليت على موقع ميوزك برينز (الإنجليزية)
- كين فوليت على موقع أول موفي (الإنجليزية)
- كين فوليت على موقع قاعدة بيانات الأفلام السويدية (السويدية)
- كين فوليت على موقع ديسكوغز (الإنجليزية)
- كين فوليت على موقع قاعدة بيانات الفيلم (الإنجليزية)
- كين فوليت على موقع كينوبويسك (الروسية)